# 히다스페스 전투
히다스페스 전투 또는 히다스페스강 전투(Battle of the Hydaspes River)는 기원전 326년에 행해진 알렉산더 3세가 이끄는 마케도니아 왕국군과 인도 제후 연합군과의 충돌이다. 현대의 펀자브 지방 일대의 영주로 파우라바 왕국의 수장이었던 포로스가 이끄는 반 알렉산드로스 인도 제후군과의 치열한 전투였다. 알렉산더 군에게는 가우가멜라 전투 이후 최초로 전투코끼리를 보유한 군과의 전투였으며, 알렉산더에게 최후의 중요한 일전이 되었다.
가까이에 있는 인도 제후군의 감시에도 불구하고, 포로스 군에게 측면 공격을 가하기 위해 장마로 불어난 강을 건너겠다는 알렉산더의 결의는 알렉산더의 걸작 중 하나로 언급된다.

## 위치
전투는 인더스강 삼각주인 현재의 펀자브 서쪽의 젤룸강 동쪽 강변에서 일어났다. 이후 알렉산더는 이곳에 니카에아라는 도시를 건설한다. 이 도시는 아직 발굴되지 않았다. 오랜 시간을 걸쳐 상당한 풍경의 변화가 일어났기 때문에 고대 전투의 격전지를 발견하려는 시도는 복잡해졌다. 그동안 가장 가능성이 있는 위치는 젤룸 시의 남쪽이었고, 이곳에서 고대의 주요 도로가 강을 가로지는 곳이었으며, 불교 문헌에는 니카이아일 지도 모르는 도시를 언급한 것이 있다. 고대에는 이 강이 이러한 도시들로부터 멀리 구불어져 있었기 때문에 현대의 잘라푸르 근처에서 전투 격전지 확인을 한 것은 확실히 오류였다.

## 배경
기원전 328년, 베소스와 스피타메네스가 이끄는 아케메네스 왕조의 최후의 군대를 물리치고 난 이후, 알렉산더 대왕은 제국을 인도 쪽으로 더 확장하기 위해 기원전 327년에 인도로 새로운 원정을 시작했다. 훨씬 더 대규모의 군대를 소유하고 있었지만, 보병 4만과 기병 5천기에 이르는 병력이 강을 제 시간에 건너서 적과 교전을 벌여야 했다. 문헌에 따라서 다르지만, 알렉산더는 대략 3:1에서 5:1 사이 정도로 우세한 병력을 소유하고 있었다.
그리스 주력군은 카이버 고개를 통해 진입해 갔지만, 알렉산더가 직접 지휘하는 소수의 병력은 북쪽 길을 통해 진입하여 길을 따라 구축된 아오르노스 요새를 점령했다.(이곳은 그리스 신화의 전설에 따르면, 헤라클레스도 공략에 실패한 곳이라고 한다. 따라서 알렉산더가 최초로 점령한 사람이 된 중요한 신화의 장소이다.) 
이듬 해 이른 봄, 다시 집결한 군이, 탁실라 왕이 탁실레스 연합군과 함께 탁실라스에게 적대하는 이웃인 히다스페스의 왕에게 진격한다.

## 전투 준비
알렉산드로스는 중앙아시아에서 무수한 전투와 위험을 치른 후, 기원전 326년 봄 인도정복을 착수했는데, 이것은 아르벨라 전투가 있은 지 거의 5년 후였다. 그의 군대가 히다스페스강 북안에 도달했을 때, 저쪽 대안에는 인도 군왕 중의 한 사람인 포러스의 군대가 그의 도하를 저지하고자 포진하고 있었다.
히다스페스강(젤룸강)은 도하가 만만치 않게 강폭이 800m나 되며 강우로 범람하였으므로 도보로 도하할 수 있는 곳은 아무 데도 없었으며, 또 항전을 결심하고 있는 적 정면에서 대부대가 도하한다는 것은 전혀 불가능한 것으로 보였다. 이 문제에 대한 알렉산드로스의 해결안은 고전으로서 오늘날까지 남아있는 전례 중의 하나이며, 하천선 공격을 위한 현대 교리의 기초가 된다.

### 전술
1. 알렉산드로스는 그가 도하를 개시하기 전에 먼저 강물이 마를 때까지 기다릴 계획이라는 것을 포러스로 하여금 믿게 하기 위하여 신중히 그런 내용의 풍문을 퍼뜨렸다. 그리고 도하를 준비하는 것처럼 나팔을 불고 함성을 올리게 하는 등 도하에 대한 적의 주의를 없애려고 노력했다.

## 전투 개시
알렉산드로스의 정찰대는 이미 진영에서 약 25km 상류에 적합한 도하 지점을 선정해 두었다. 진영 부근에서는 양동을 계속하면서 그의 주력을 도하지점으로 이동시켰다. 도하하는 데에 약간의 곤란이 있었으나 소수의 적 정찰대를 격멸시킬 수 있었고, 곧 이어 알렉산드로스는 신속히 정예부대를 집결시켜 포러스를 공격했다.
알렉산드로스는 그의 중기병 선두에 나서서 적의 배치를 정찰하기 시작하였다. 그의 병력은 기병 5000명, 보병 6000명이었고, 포러스의 전열은 기병 4000명, 보병 30000명이었다. 그는 그의 전 병력을 사용하기로 결심하였다.
전면에는 전투코끼리가 있으므로 중기병 대장 코에누스를 파견하여 인도군의 우익과 배후를 분쇄하라는 임무를 부여받았다. 알렉산드로스의 방진은 포러스의 좌익쪽으로 사선기동으로 접근하였다.
한편 코에누스는 적에게 발견되지 않고 인도군의 우익배후를 강타하여 더 이상의 능력을 발휘하지 못하도록 제거해버렸다.
인도군은 양면에서 공격을 받자 당황하였고 코끼리 부대를 내보냈으나 부상당한 코끼리들이 진지로 달려와 병사들이 자기들 코끼리에 살해당하는 결과를 만들었다.
결국 전 인도군은 산산히 분쇄되었고, 여기서 추격이 가해져 포러스는 포로가 되고, 그의 군대는 격멸당하였다.

## 같이 보기
- 마우리아-셀레우코스 전쟁
- 피터 그린 (역사학자)
- 디오도로스 시켈로스
- 쿠르티오스 루포스
- 플루타르코스